# Михайло Мишка
Михайло Мишка, або Михайло Мишка-Варковський гербу Корчак (пом. початок жовтня 1605) — волинський шляхтич, військовик та урядник Речі Посполитої. Представник роду Мишок.

## З життєпису
Син Федора Богдановича Мишки — придворного короля, державці Сатиєва, власника Варковичів у Луцькому повіті. Сестра Михайла Настася — вдова Михайла Федоровича Гулевича, у 1567 році потрапила до неволі в Полоцьку.
У 1564—1566 роках — ротмістр Його Королівської Милості. У нього в 1564 році заховався вбивця князя Ярослава Санґушка — шляхтич Валентій Желех із Трестян (Городельський повіт). Брат загиблого Роман Санґушко подавав позов щодо дій Мишки, але після того, коли взнав про настрої на королівському дворі, припинив процес.
Один з перших волинських шляхтичів, які підписали акт Люблінської унії. Після цього став «справцею» Київського воєводства, яким керував його ворог — князь Костянтин Василь Острозький.
У 1583 році король доручив йому взяти рахунки від Йони Борзобагатого-Красенського, якого позбавили посади Жидичинського архимандрита.
Мав чимало процесів щодо маєтностей із родичами та сусідами (зокрема, князями Збаразькими, Острозькими, Санґушками), наприкінці життя — щодо Овруцького староства з князем Михайлом Вишневецьким, який тривав після смерті Мишки — з його синами.
Посади: мозирський підстароста, волинський каштелян (у 1572—1605 роках), староста крем'янецький, овруцький (став у 1572 після смерти князя Андрія Капусти). У 1598 році разом з іншими представниками старих православних родин підписав заяву щодо визнання переходу на унію.

### Сім'я
Дружина — Ядвіга з Курова Збонська. Діти:
- Авраам (пом. 1604) — овруцький староста,
- Станіслав — королівський комірник,
- Михайло,
- Марина, або Маріанна (1563—22.1.1600, Радивилів) — вдова ротмістра Стажецького (чи Стаженського, можливо, Стефана); дружина генерального жмудського старости Станіслава Радзивілла, за якого вийшла у 1582[4], або, за іншими даними, уклала шлюбний контракт 10 травня 1587. Родичі другого чоловіка не сприйняли її, вважаючи не «корисною» партією). Мали 6 дітей, 4 дожили до повноліття. Була похована у парафіяльному костелі Олики.[5]